# 최종환 (프로게이머)
최종환(1996년 2월 14일 ~ )은 대한민국 전직 스타크래프트 II 프로게이머이다. 종족은 저그이며, 아이디는 CoCa이다.
ZeNEX와 슬레이어즈에서 활동하다가 2012년 말 리그 오브 레전드로 종목을 전향하기 위해 은퇴했다.
2013년 7월 10일 진에어 그린윙스 입단을 정식 발표하면서 스타크래프트 II 게이머로 잠시 복귀하였다.
2014년 3월 12일 완전히 은퇴하였다.

## 주요 기록
스타크래프트 II : 프리미어 개인리그 준우승 1회
- 2011 인텔 글로벌 스타크래프트 II 리그 Mar. Code A 16강
- 2011 LG 시네마 3D, 인텔코리아 글로벌 스타크래프트 II 리그 May Code A 8강
- 2011 LG 시네마 3D, 인텔코리아 슈퍼 토너먼트 64강
- 2011 PEPSI 글로벌 스타크래프트 II 리그 July Code S 8강
- 2011 PEPSI 글로벌 스타크래프트 II 리그 Aug. Code S 32강
- 2011 MLG Raleigh 준우승
- 2011 소니 에릭슨 글로벌 스타크래프트 II 리그 Oct. Code S 8강
- 2011 소니 에릭슨 글로벌 스타크래프트 II 리그 Nov. Code S 16강
- 2013 WCS 코리아 시즌 2 챌린저리그 48강
- WCG 2013 한국대표선발전 스타크래프트 ll 부문 16강
- 2013 WCS 코리아 시즌 3 챌린저리그 24강
- 2014 WCS 코리아 시즌 1 핫식스 글로벌 스타크래프트 II 리그 코드 A 48강